# Moulin à vent de la Bigottière
Le moulin à vent de la Bigottière est un moulin situé à Mozé-sur-Louet, en France.

## Localisation
Le moulin est situé dans le département français de Maine-et-Loire, sur la commune de Mozé-sur-Louet.

## Historique
L'édifice est inscrit au titre des monuments historiques en 1984.